# 亚伯拉罕·迈克尔·罗森塔尔
亚伯拉罕·迈克尔·罗森塔尔（英語：Abraham Michael Rosenthal，1922年5月2日—2006年5月10日），犹太裔美国新闻工作者。曾任《纽约时报》执行主编。曾因写《奥斯维辛没有什么新闻》一文而获得普利策奖。

## 早年生活
罗森塔尔于1922年5月2日出生在加拿大安大略省圣苏玛丽，1926年举家迁居美国，1944年从纽约市立学院毕业。

## 职业生涯
- 1944年，入《纽约时报》工作。
- 1946年至1954年，任《纽约时报》驻联合国记者。此后先后于印度、波兰华沙、瑞士日内瓦、日本东京任记者。1958年至1959年任职华沙期间，曾撰《奥斯维辛没有什么新闻》等文，遭波兰政府驱逐，1960年获普利策国际新闻报道奖[2][3]。
- 1963年至1966年，任《纽约时报》城市新闻编辑。
- 1967年至1968年，任《纽约时报》助理编辑主任。
- 1968年至1969年，任《纽约时报》副编辑主任。
- 1969年至1977年，任《纽约时报》编辑主任。
- 1977年至1988年1月1日，任《纽约时报》执行主编。
- 1988年至1999年，为《纽约时报》专栏作家。

## 獎項
- 1960年，普立茲國際報導獎。
- 1995年，真理之光獎。
- 2002年， 總統自由勳章。

## 拓展阅读
- Talese, Gay; 唐霄峰; 张峰.  第1版. 上海. ISBN 978-7-208-13788-2. OCLC 957710733.